# Augsburg Hauptbahnhof
Augsburg Hauptbahnhof – główna stacja kolejowa w Augsburgu, w Bawarii, w południowych Niemczech. Posiada 5 peronów.